# (2282) Andrés Bello
Andrés Bello és l'asteroide número 2282. Va ser descobert per l'astrònom Carlos Torres des de l'observatori de Cerro El Rob, el 22 de març del 1974. La seva designació alternativa és 1974 FE. Fa uns 5,3 km de diàmetre.